# Reichstagswahlkreis Königreich Württemberg 5

Die Wahlkreisaufteilung des Deutschen Reichs.

Der Reichstagswahlkreis Königreich Württemberg 5 (in der reichsweiten Durchnummerierung auch Reichstagswahlkreis 312; auch Reichstagswahlkreis Esslingen–Kirchheim genannt) war der fünfte Reichstagswahlkreis für das Königreich Württemberg für die Reichstagswahlen im Deutschen Reich und zum Zollparlament von 1868 bis 1918.

## Wahlkreiszuschnitt 1868
Bei der Zollparlamentswahl 1868 umfasste der Wahlkreis Königreich Württemberg 5 die Oberämter Gmünd, Göppingen, Geislingen und Heidenheim. Dieser Landesteil lag ab 1871 in den Reichstagswahlkreisen Königreich Württemberg 10 und 14. Der Wahlkreis für die Oberämter Hall, Backnang, Marbach und Vaihingen trug hingegen 1868 die Nummer Königreich Württemberg 11. Um die räumliche Kontinuität besser abzubilden, zeigt dieser Artikel für die Wahl 1868 daher die Ergebnisse des Wahlkreises Königreich Württemberg 10.

## Wahlkreiszuschnitt ab 1871
Der Wahlkreis umfasste die Oberämter Esslingen, Nürtingen, Kirchheim und Urach.
| Jahr | Einwohner |
| ---- | --------- |
| 1890 | 127.024   |
| 1895 | 130.236   |
| 1900 | 138.398   |
| 1905 | 146.718   |
| 1910 | 157.040   |

|      | Landwirtschaft | Industrie und Gewerbe | Handel und Dienstleistungen |
| ---- | -------------- | --------------------- | --------------------------- |
| 1895 | 49,8           | 41,1                  | 9,1                         |
| 1907 | 42,5           | 47,4                  | 10,1                        |

|      | Evangelisch | Katholisch |
| ---- | ----------- | ---------- |
| 1890 | 94,0        | 5,8        |
| 1905 | 92,8        | 6,8        |
| 1910 | 92,2        | 7,3        |

Un Württemberg trat die NLP als Deutsche Partei auf. Die amtliche Statistik führte die Abgeordneten zur Vergleichbarkeit mit den Wahlergebnissen in anderen Teilen Deutschlands als NLP, auch waren die württembergischen Reichstagsabgeordneten Mitglieder der Reichstagsfraktion der NLP. Die Darstellung in diesem Artikel folgt dem. Aufgrund der protestantischen Prägung des Wahlkreises spielte die Württembergische Zentrumspartei keine große Rolle.

## Abgeordnete
| Wahl                             | Abgeordneter             | Partei                   | Bild |
| -------------------------------- | ------------------------ | ------------------------ | ---- |
| Zollparlamentswahl 1868 bis 1871 | Karl Reibel              | fraktionslos-großdeutsch | 0    |
| Reichstagswahl 1871 bis 1874     | Emil von Keßler          | NLP                      | 0    |
| Reichstagswahl 1874 bis 1877     | Georg Friedrich von Lenz | NLP                      | 0    |
| Reichstagswahl 1877 bis 1878     | Friedrich Retter         | DtVP                     |      |
| Reichstagswahl 1878 bis 1881     | Hermann von Werner       | DRP                      | 0    |
| Reichstagswahl 1881 bis 1884     | Gustav Reiniger          | DtVP                     | 0    |
| Reichstagswahl 1884 bis 1886     | Georg Friedrich von Lenz | NLP                      | 0    |
| Ersatzwahl 1886 bis 1890         | Johann Adä               | NLP                      | 0    |
| Reichstagswahl 1890 bis 1893     | August Weiß              | NLP                      | 0    |
| Reichstagswahl 1893 bis 1898     | Georg Ehni               | DtVP                     |      |
| Reichstagswahl 1898 bis 1899     | Hermann Brodbeck         | DtVP                     | 0    |
| Ersatzwahl 1899 bis 1907         | Louis Schlegel           | SPD                      | 0    |
| Reichstagswahl 1907 bis 1912     | Albert Wetzel            | NLP                      |      |
| Reichstagswahl 1912 bis 1918     | Friedrich List           | NLP                      |      |

## Wahlen

### 1868
Es fand ein Wahlgang statt. Die Zahl der abgegebenen Stimmen betrug 10.756, 53 Stimmen waren ungültig.
| Kandidat         | Partei | Stimmen | in % | Anmerkungen |
| ---------------- | ------ | ------- | ---- | ----------- |
| August Oesterlen | V      | 9104    | 0    | 0           |

### 1871
Es fand ein Wahlgang statt. 23.315 Männer waren wahlberechtigt. Die Zahl der abgegebenen gültigen Stimmen betrug 12.565, 64 Stimmen waren ungültig. Die Wahlbeteiligung betrug 54,2 %.
| Kandidat         | Partei   | Stimmen | in % | Anmerkungen |
| ---------------- | -------- | ------- | ---- | ----------- |
| Emil von Kessler | NLP      | 12.479  | 0    | 0           |
| 0                | Sonstige | 87      | 0    | 0           |

### 1874
Es fand ein Wahlgang statt. 24.048 Männer waren wahlberechtigt. Die Zahl der abgegebenen gültigen Stimmen betrug 14.214, 43 Stimmen waren ungültig. Die Wahlbeteiligung betrug 59,3 %.
| Kandidat                 | Partei   | Stimmen | in % | Anmerkungen         |
| ------------------------ | -------- | ------- | ---- | ------------------- |
| Georg Friedrich von Lenz | NLP      | 10.312  | 0    | 0                   |
| Georg Adolph Demmler     | S (Eis)  | 3860    | 0    | Hofbaurat, Schwerin |
| 0                        | Sonstige | 42      | 0    | 0                   |

### 1877
Es fanden zwei Wahlgänge statt. 24.781 Männer waren wahlberechtigt. Die Zahl der abgegebenen gültigen Stimmen betrug im ersten Wahlgang 19.138, 30 Stimmen waren ungültig. Die Wahlbeteiligung betrug 77,4 %.
| Kandidat                 | Partei   | Stimmen | in % | Anmerkungen |
| ------------------------ | -------- | ------- | ---- | ----------- |
| Friedrich Retter         | V        | 9203    | 0    | 0           |
| Georg Friedrich von Lenz | NLP      | 7897    | 0    | 0           |
| Motteler                 | S        | 932     | 0    | Buchhalter  |
| 0                        | Zentrum  | 237     | 0    | 0           |
| 0                        | Sonstige | 26      | 0    | 0           |

Die Zahl der abgegebenen gültigen Stimmen betrug in der Stichwahl 20.004, 54 Stimmen waren ungültig. Die Wahlbeteiligung betrug 80,9 %.
| Kandidat                 | Partei | Stimmen | in % | Anmerkungen |
| ------------------------ | ------ | ------- | ---- | ----------- |
| Friedrich Retter         | V      | 12.102  | 0    | 0           |
| Georg Friedrich von Lenz | NLP    | 7902    | 0    | 0           |

### 1878
Es fand ein Wahlgang statt. 25.081 Männer waren wahlberechtigt. Die Zahl der abgegebenen gültigen Stimmen betrug 17.574, 38 Stimmen waren ungültig. Die Wahlbeteiligung betrug 70,3 %.
| Kandidat           | Partei   | Stimmen | in % | Anmerkungen |
| ------------------ | -------- | ------- | ---- | ----------- |
| Hermann von Werner | DRP      | 9621    | 0    | 0           |
| Friedrich Retter   | V        | 6900    | 0    | 0           |
| Motteler           | S        | 932     | 0    | 0           |
| von Rissingen      | Zentrum  | 112     | 0    | 0           |
| 0                  | Sonstige | 9       | 0    | 0           |

### 1881
Es fand ein Wahlgang statt. 24.272 Männer waren wahlberechtigt. Die Zahl der abgegebenen gültigen Stimmen betrug 14.420, 71 Stimmen waren ungültig. Die Wahlbeteiligung betrug 57,7 %.
| Kandidat                              | Partei   | Stimmen | in % | Anmerkungen |
| ------------------------------------- | -------- | ------- | ---- | ----------- |
| Gustav Reiniger                       | DRP      | 8427    | 0    | 0           |
| Merkel                                | V        | 4666    | 0    | Fabrikant   |
| August Bebel                          | S        | 1065    | 0    | 0           |
| Heinrich Adelmann von Adelmannsfelden | Zentrum  | 232     | 0    | 0           |
| 0                                     | Sonstige | 30      | 0    | 0           |

### 1884
Es fand ein Wahlgang statt. 24.364 Männer waren wahlberechtigt. Die Zahl der abgegebenen gültigen Stimmen betrug 12.517, 105 Stimmen waren ungültig. Die Wahlbeteiligung betrug 51,8 %
| Kandidat                 | Partei   | Stimmen | in % | Anmerkungen |
| ------------------------ | -------- | ------- | ---- | ----------- |
| Georg Friedrich von Lenz | NLP      | 9613    | 0    | 0           |
| 0                        | Zentrum  | 336     | 0    | 0           |
| 0                        | Zentrum  | 76      | 0    | 0           |
| 0                        | S        | 2448    | 0    | 0           |
| 0                        | Sonstige | 44      | 0    | 0           |

### Ersatzwahl 1886
Georg Friedrich von Lenz wurde zum Oberstaatsanwalt ernannt und legte am 20. Mai 1886 sein Mandat nieder. Die Ersatzwahl fand am 2. August 1886 statt. Es fand ein Wahlgang statt. 24.398 Männer waren wahlberechtigt. Die Zahl der abgegebenen gültigen Stimmen betrug 13.990, 35 Stimmen waren ungültig. Die Wahlbeteiligung betrug 57,5 %
| Kandidat   | Partei    | Stimmen | in % | Anmerkungen |
| ---------- | --------- | ------- | ---- | ----------- |
| Johann Adä | NLP       | 7627    | 0    | 0           |
| 0          | V         | 4977    | 0    | 0           |
| 0          | Parteilos | 1344    | 0    | 0           |
| 0          | Sonstige  | 42      | 0    | 0           |

### 1887
Es fand ein Wahlgang statt. 24.799 Männer waren wahlberechtigt. Die Zahl der abgegebenen gültigen Stimmen betrug 18.211, 151 Stimmen waren ungültig. Die Wahlbeteiligung betrug 74,0 %
| Kandidat   | Partei   | Stimmen | in % | Anmerkungen |
| ---------- | -------- | ------- | ---- | ----------- |
| Johann Adä | NLP      | 16.086  | 0    | 0           |
| 0          | Zentrum  | 66      | 0    | 0           |
| 0          | S        | 1935    | 0    | 0           |
| 0          | Sonstige | 124     | 0    | 0           |

### 1890
Die Kartellparteien NLP und Konservative einigten sich auf den nationalliberalen Kandidaten. Es fanden zwei Wahlgänge statt. 25.218 Männer waren wahlberechtigt. Die Zahl der abgegebenen gültigen Stimmen betrug im ersten Wahlgang 18.847, 24 Stimmen waren ungültig. Die Wahlbeteiligung betrug 74,7 %
| Kandidat                  | Partei   | Stimmen | in %   | Anmerkungen |
| ------------------------- | -------- | ------- | ------ | ----------- |
| Georg Ehni                | DVP      | 7479    | 39,7 % | 0           |
| August Weiß               | NLP      | 9085    | 48,3 % | 0           |
| Theodor August Lutz       | SPD      | 2011    | 10,7 % | 0           |
| Johannes Evangelist Göser | Zentrum  | 241     | 1,3 %  | 0           |
| 0                         | Sonstige | 7       | 0,0 %  | 0           |

In der Stichwahl rief das Zentrum zur Wahl von Ehni auf. Die Zahl der abgegebenen gültigen Stimmen betrug in der Stichwahl 21.509, 25 Stimmen waren ungültig. Die Wahlbeteiligung betrug 85,3 %
| Kandidat    | Partei | Stimmen | in %   | Anmerkungen |
| ----------- | ------ | ------- | ------ | ----------- |
| Georg Ehni  | DVP    | 10.263  | 47,8 % | 0           |
| August Weiß | NLP    | 11.221  | 52,2 % | 0           |

### 1893
Weiß wurde von NLP, BdL und den Konservativen unterstützt. Es fanden zwei Wahlgänge statt. 26.167 Männer waren wahlberechtigt. Die Zahl der abgegebenen gültigen Stimmen betrug im ersten Wahlgang 20.558, 27 Stimmen waren ungültig. Die Wahlbeteiligung betrug 78,6 %
| Kandidat                      | Partei   | Stimmen | in %   | Anmerkungen |
| ----------------------------- | -------- | ------- | ------ | ----------- |
| Georg Ehni                    | DVP      | 9459    | 46,1 % | 0           |
| August Weiß                   | NLP      | 7248    | 35,3 % | 0           |
| Johann Heinrich Wilhelm Dietz | SPD      | 3705    | 18,0 % | 0           |
| Adolf Gröber                  | Zentrum  | 109     | 0,5 %  | 0           |
| 0                             | Sonstige | 10      | 0,1 %  | 0           |

In der Stichwahl riefen Zentrum und SPD zur Wahl von Ehni auf. Die Zahl der abgegebenen gültigen Stimmen betrug in der Stichwahl 20.979, 19 Stimmen waren ungültig. Die Wahlbeteiligung betrug 80,2 %
| Kandidat    | Partei | Stimmen | in %   | Anmerkungen |
| ----------- | ------ | ------- | ------ | ----------- |
| Georg Ehni  | DVP    | 12.974  | 61,9 % | 0           |
| August Weiß | NLP    | 7986    | 38,1 % | 0           |

### 1898
Erneut einigten sich NLP, BdL und Konservative auf einen nationalliberalen Kandidaten. Es fanden zwei Wahlgänge statt. 27.916 Männer waren wahlberechtigt. Die Zahl der abgegebenen gültigen Stimmen betrug im ersten Wahlgang 20.360, 45 Stimmen waren ungültig. Die Wahlbeteiligung betrug 72,9 %
| Kandidat                 | Partei   | Stimmen | in %   | Anmerkungen |
| ------------------------ | -------- | ------- | ------ | ----------- |
| Hermann Brodbeck         | DVP      | 6249    | 30,8 % | 0           |
| Friedrich Ludwig von Geß | NLP      | 7360    | 36,2 % | 0           |
| Louis Schlegel           | SPD      | 6249    | 30,8 % | 0           |
| Adolf Gröber             | Zentrum  | 448     | 2,2 %  | 0           |
| 0                        | Sonstige | 9       | 0,0 %  | 0           |

Brodbeck und Schlegel erhielte beide 6249. Dahr entschied das Los, wer als Zweitplatzierter in die Stichwahl einziehen konnte. Das Zentrum rief in der Stichwahl zur Wahlenthaltung auf, die SPD zur Wahl von Brodbeck. Die Zahl der abgegebenen gültigen Stimmen betrug in der Stichwahl 21.232, 50 Stimmen waren ungültig. Die Wahlbeteiligung betrug 76,1 %
| Kandidat                 | Partei | Stimmen | in %   | Anmerkungen |
| ------------------------ | ------ | ------- | ------ | ----------- |
| Hermann Brodbeck         | DVP    | 12.334  | 58,2 % | 0           |
| Friedrich Ludwig von Geß | NLP    | 8848    | 41,8 % | 0           |

### Ersatzwahl 1899
Die Wahlprüfung beim Reichstag ergab, dass man sich bei der Stimmauszählung in der Hauptwahl verrechnet hatte. Der Sozialdemokrat hatte mehr Stimmen als Brodbeck erhalten und hätte daher an der Stichwahl teilnehmen müssen. Daher wurde das Mandat für ungültig erklärt und es kam zu einer Ersatzwahl am 27. Oktober 1899. Brodbeck verzichtete auf eine Kandidatur, ansonsten entsprach die Parteienkonstellation der der letzten Wahl. Es fanden zwei Wahlgänge statt. 28.708 Männer waren wahlberechtigt. Die Zahl der abgegebenen gültigen Stimmen betrug im ersten Wahlgang 19.247, 35 Stimmen waren ungültig. Die Wahlbeteiligung betrug 67,0 %
| Kandidat                 | Partei   | Stimmen | in %   | Anmerkungen |
| ------------------------ | -------- | ------- | ------ | ----------- |
| Brinzinger               | DVP      | 4979    | 25,9 % | 0           |
| Friedrich Ludwig von Geß | NLP      | 6115    | 31,8 % | 0           |
| Louis Schlegel           | SPD      | 7887    | 41,1 % | 0           |
| Adolf Gröber             | Zentrum  | 225     | 1,2 %  | 0           |
| 0                        | Sonstige | 6       | 0,0 %  | 0           |

In der Stichwahl rief das Zentrum erneut zur Wahlenthaltung auf, die linksliberalen unterstützten Schlegel. Die Zahl der abgegebenen gültigen Stimmen betrug in der Stichwahl 22.715, 109 Stimmen waren ungültig. Die Wahlbeteiligung betrug 79,1 %
| Kandidat                 | Partei | Stimmen | in %   | Anmerkungen |
| ------------------------ | ------ | ------- | ------ | ----------- |
| Friedrich Ludwig von Geß | NLP    | 11.021  | 48,8 % | 0           |
| Louis Schlegel           | SPD    | 11.585  | 51,2 % | 0           |

### 1903
Die Zusammenarbeit der ehemaligen Kartellparteien endete. Nachdem die NLP ihren Kandidaten benannt hatte, ohne die bisherigen Partner zu konsultieren, stellten Konservative und BdL einen eigenen Kandidaten auf. Es fanden zwei Wahlgänge statt. 30.753 Männer waren wahlberechtigt. Die Zahl der abgegebenen gültigen Stimmen betrug im ersten Wahlgang 24.093, 40 Stimmen waren ungültig. Die Wahlbeteiligung betrug 78,3 %
| Kandidat       | Partei   | Stimmen | in %   | Anmerkungen             |
| -------------- | -------- | ------- | ------ | ----------------------- |
| Karl Lang      | BdL      | 4535    | 18,8 % | Landwirt, Oberensingen  |
| Ludwig Quidde  | DVP      | 4227    | 17,6 % | 0                       |
| Milczewski     | NLP      | 4447    | 18,5 % | Rechtsanwalt, Stuttgart |
| Louis Schlegel | SPD      | 10.168  | 42,3 % | 0                       |
| Adolf Gröber   | Zentrum  | 667     | 2,8 %  | 0                       |
| 0              | Sonstige | 9       | 0,0 %  | 0                       |

In der Stichwahl unterstützte die NLP Lang, das Zentrum rief zur Wahlenthaltung auf. Die Zahl der abgegebenen gültigen Stimmen betrug in der Stichwahl 23.849, 235 Stimmen waren ungültig. Die Wahlbeteiligung betrug 77,6 %
| Kandidat       | Partei | Stimmen | in %   | Anmerkungen |
| -------------- | ------ | ------- | ------ | ----------- |
| Karl Lang      | BdL    | 11.468  | 48,6 % | 0           |
| Louis Schlegel | SPD    | 12.146  | 51,4 % | 0           |

### 1907
Wetzel trat als gemeinsamer Kandidat der Parteien des Bülow-Blocks an. Es fand ein Wahlgang statt. 32.699 Männer waren wahlberechtigt. Die Zahl der abgegebenen gültigen Stimmen betrug 28.786, 64 Stimmen waren ungültig. Die Wahlbeteiligung betrug 88,0 %
| Kandidat       | Partei   | Stimmen | in %   | Anmerkungen |
| -------------- | -------- | ------- | ------ | ----------- |
| Albert Wetzel  | NLP      | 15.829  | 55,1 % | 0           |
| Louis Schlegel | SPD      | 12.256  | 42,7 % | 0           |
| Adolf Gröber   | Zentrum  | 621     | 2,2 %  | 0           |
| 0              | Sonstige | 16      | 0,0 %  | 0           |

### 1912
Friedrich List trat als gesamtliberaler Kandidat an. Es fanden zwei Wahlgänge statt. 35.140 Männer waren wahlberechtigt. Die Zahl der abgegebenen gültigen Stimmen betrug im ersten Wahlgang 31.169, 103 Stimmen waren ungültig. Die Wahlbeteiligung betrug 88,7 %
| Kandidat       | Partei   | Stimmen | in %   | Anmerkungen               |
| -------------- | -------- | ------- | ------ | ------------------------- |
| Hermann Hilmer | K        | 5009    | 16,1 % | Stadtgartenverwalter, MdL |
| Friedrich List | NLP      | 9906    | 31,9 % | 0                         |
| Louis Schlegel | SPD      | 15.473  | 49,8 % | 0                         |
| Adolf Gröber   | Zentrum  | 643     | 2,1 %  | 0                         |
| 0              | Sonstige | 35      | 0,1 %  | 0                         |

In der Stichwahl unterstützen BdL und Konservative List, das Zentrum rief zur Wahlenthaltung auf. Die Zahl der abgegebenen gültigen Stimmen betrug in der Stichwahl 32.920, 222 Stimmen waren ungültig. Die Wahlbeteiligung betrug 93,7 %
| Kandidat       | Partei | Stimmen | in %   | Anmerkungen |
| -------------- | ------ | ------- | ------ | ----------- |
| Friedrich List | NLP    | 16.372  | 50,1 % | 0           |
| Louis Schlegel | SPD    | 16.326  | 49,9 % | 0           |